# Cannelage
Le cannelage est une technique de production industrielle qui consiste à imprimer dans une tige 3 cannelures suivant 3 générateurs à 120° pour gonfler le diamètre de la tige.
Lorsque cette tige est insérée dans un trou, les cannelures se referment et le métal coule entre les cannelures et vers les cannelures, ce qui permet d'obtenir un ajustement parfait entre la tige et le trou. Il en résulte une fixation beaucoup plus solide, ce qui fait du cannelage un procédé idéal pour les industries qui ont besoin de fixations durables et précises.

## Histoire
Le cannelage est procédé ancien, inventé en Europe, vers le début du XXe siècle, en pleine révolution industrielle. 

## Technique et principes
Le cannelage repose sur le principe de la mécanique des forces. Les cannelures exercent une force contraire au trou dans lequel elles sont insérés, limitant grandement le mouvement de l'élément de fixation.  
Seule condition d'utilisation : une pièce cannelée doit se monter dans des pièces dont l’épaisseur est au moins égale au diamètre. 
La seule caractéristique à considérer lors du cannelage est donc le diamètre de renflement, c’est-à-dire le diamètre du cercle circonscrit aux points les plus en saillie. 
La forme de la cannelure dépend elle du fournisseur.
On distingue généralement deux types de cannelure:
1) Les cannelures constantes
2) Les cannelures progressives

## Avantages et applications
Quoique peu connue, le cannelage est une technique industrielle qui présente de nombreux atouts, dont notamment un faible coût de fabrication pour une pièce à forte valeur ajoutée.
Tout d'abord, le cannelage se caractérise par sa simplicité d'usage. Le serrage étant situé au niveau des cannelures, il n'est pas nécessaire d'aléser pour calibrer la précision dimensionnelle: un simple trou chanfreiné suffit. L'installation de la cannelure nécessite très peu d'outillage et des forces  modérées.
Ensuite, la cannelure augmente la résistance de la pièce aux vibrations et aux cisaillements.
Enfin, une pièce cannelée est démontable et réutilisable à volonté.
Le cannelage est une technique aux multiples applications.  
Si aujourd'hui le cannelage est principalement utilisé dans l'industrie lourde comme le secteur automobile, ce procédé est de plus en plus utilisé dans l'industrie légère. Il existe ainsi un énorme potentiel d'application pour les vélos électrique. 
Ce potentiel s'explique par le fait que le champ d'application du cannelage n'est pas limité à un type de matériau. Le cannelage peut être utilisé sur l'acier de décolletage, l'acier de frappe, l'acier mi-dur ou l'acier inoxydable. Elle peut également être appliquée sur l'acier au carbone, l'acier allié, le laiton et les alliages légers. Le choix du métal dépendra des conditions de montage (la dureté doit être au moins égale à la dureté des pièces pour éviter d'arraser le sommet des cannelures) et des conditions d'utilisation (résistance au cisaillement, à la fatigue, à l'usure et à la corrosion)